# Heiligenberg östlich Gensungen
Heiligenberg östlich Gensungen este o arie protejată (arie specială de conservare — SAC, sit de importanță comunitară — SCI) din Germania întinsă pe o suprafață de 17,77 ha, integral pe uscat.

## Localizare
Centrul sitului Heiligenberg östlich Gensungen este situat la coordonatele 51°08′03″N 9°27′32″E / 51.1342°N 9.4589°E.

## Înființare
Situl Heiligenberg östlich Gensungen a fost declarat sit de importanță comunitară în noiembrie 2004 pentru a proteja un număr necunoscut de specii din flora spontană și fauna sălbatică aflate în arealul zonei. Situl a fost protejat și ca arie specială de conservare în martie 2008.

## Biodiversitate
Situată în ecoregiunea continentală, aria protejată conține 3 habitate naturale: Pante stâncoase silicioase cu vegetație casmofită, Păduri de fag Asperulo-Fagetum, Păduri pe pante, grohotișuri și ravene de Tilio-Acerion.
La baza desemnării sitului se află un număr nedeclarat de specii protejate.